# 2024 في الأردن
فيما يلي هذه الأحداث التي حصلت في عام 2024 في الأردن.

## الأحداث

### يناير
- 10 يناير: عقد قمة ثلاثية بين مصر والأردن وفلسطين في مدينة العقبة.[1]
- 28 يناير: حادثة البرج 22 ومقتل 3 عسكريين أمريكيين وإصابة 34 آخرين[2][3] إثر استهدافهم بطائرة مسيرة في موقع أمريكي بالأردن.[4][5][6][7][8][9]

## الوفيات
- 7 يناير: محمود فضيل التل، شاعر أردني.(84 عاما)[10]
- 1 فبراير: عبد السلام الذيابات، نائب في البرلمان الأردني الحالي.[11]